# Robert Herman Flock
Robert Herman Flock Bever (ur. 4 listopada 1956 w Sparcie) – amerykański  duchowny rzymskokatolicki pracujący w Boliwii, od 2016 biskup San Ignacio de Velasco.

## Życiorys
Święcenia kapłańskie przyjął 9 lipca 1982 i został inkardynowany do diecezji La Crosse. Przez kilka lat pracował duszpastersko na terenie tej diecezji. W 1988 wyjechał do Boliwii i rozpoczął pracę w archidiecezji Santa Cruz de la Sierra. Pełnił w niej funkcje m.in. duszpasterza powołań, wikariusza biskupiego, wikariusza  generalnego oraz formatora młodych księży.
31 października 2012 został mianowany biskupem pomocniczym Cochabamby oraz biskupem tytularnym Forum Popilii. Sakry biskupiej udzielił mu 17 stycznia 2013 abp Tito Solari.
4 listopada 2016 otrzymał nominację na biskupa San Ignacio de Velasco.